# دریک، نیو ساوت ولز
دریک (به انگلیسی: Drake) یک شهرک در استرالیا است که در نیو ساوت ولز واقع شده‌است.